# Trachelopachys machupicchu
Espèce
Trachelopachys machupicchu est une espèce d'araignées aranéomorphes de la famille des Trachelidae.

## Distribution
Cette espèce est endémique de la région de Cuzco au Pérou,.

## Description
Les mâles mesurent de 5,26 à 6,23 mm et les femelles 8,04 mm en moyenne.

## Étymologie
Son nom d'espèce lui a été donné en référence au lieu de sa découverte, le Machu Picchu.

## Publication originale
- Platnick, 1975 : A revision of the South American spider genus Trachelopachys (Araneae, Clubionidae). American Museum Novitates, no 2589, p. 1-25 (texte intégral).